# Franz Steinbach

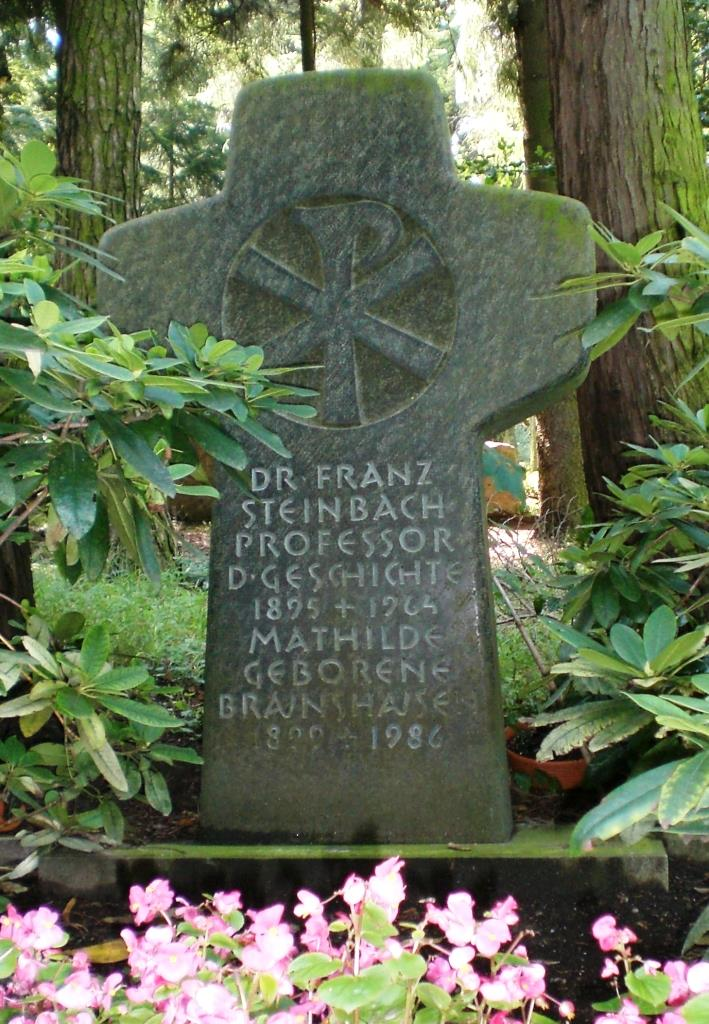
Grab des Historikers Franz Steinbach auf dem Friedhof Poppelsdorf in Bonn

Franz Steinbach (* 10. Oktober 1895 in Engelskirchen; † 7. November 1964 in Bonn) war ein deutscher Historiker. Steinbach war einer der führenden rheinischen Landeshistoriker des 20. Jahrhunderts.

## Leben und Wirken
Franz Steinbach war das zehnte von zwölf Kindern einer kleinbäuerlichen Familie. Im Jahr 1915 bestand er am humanistischen Gymnasium in Neuss das Kriegsabitur. Im Ersten Weltkrieg nahm er aktiv teil und kehrte als Offizier zurück. Von 1918 bis 1922 studierte er an der Universität Bonn die Fächer Geschichte, Germanistik, Geographie und Wirtschaftswissenschaften. Dort wurde er 1922 bei Hermann Aubin promoviert mit der Arbeit Vererbung und Mobilisierung des ländlichen Grundbesitzes im Bergischen Hügelland. Im Jahr 1925 habilitierte er sich in Bonn mit seinen Studien zur westdeutschen Stammes- und Volksgeschichte.
Von 1926 bis 1961 leitete er in der Nachfolge der beiden Gründungsväter Hermann Aubin und Theodor Frings das Institut für geschichtliche Landeskunde der Rheinlande, das der Universität Bonn angegliedert war. 1928 erhielt Steinbach in Bonn einen Lehrstuhl und wurde Direktor des Instituts für Landesgeschichte. In Bonn trieb er mit seinem Vorgänger Hermann Aubin und seinem Nachfolger Franz Petri massiv politisch motivierte Forschungsaktivitäten voran, die auf Subversion und Irredentismus in den Gebieten westlich des Reichs zielten, die so genannte Westforschung. 1930 wurde er Mitglied der Gesellschaft für Rheinische Geschichtskunde. Ebenfalls 1930 begründete er die Rheinischen Vierteljahrsblätter, die sich zu einer der führenden landesgeschichtlichen Zeitschriften entwickelten. In der Zeit des Nationalsozialismus wurde er zwar nicht Mitglied der NSDAP, trat aber 1934 dem NS-Lehrerbund und 1937 dem NS-Dozentenbund bei.
Steinbach wurde Mitherausgeber der NS-Zeitschrift Rasse und Volk. 1937 publizierte er die Abhandlung Die westdeutsche Volksgrenze als Frage und Forschungsaufgabe der politischen Geschichte. 1938 wurde er Ehrenmitglied der Section historique de l’Institut Grand-Ducal de Luxembourg. Im Winter 1940/1941 war er Gastprofessor an der Universität Gent im besetzten Belgien. Von 1941 bis 1945 leistete Steinbach Kriegsdienst in Norwegen. Von 1948 bis 1950 war Steinbach Professor für Rheinische Geschichte und allgemeine Wirtschaftsgeschichte in Bonn. Von 1950 bis 1960 war er dort Professor für Sozial- und Wirtschaftsgeschichte. 1960 wurde er emeritiert. Im Wintersemester 1960/61 vertrat er seinen eigenen Lehrstuhl.
In der DDR wurde 1953 Steinbachs Buch Der geschichtliche Sinn des Waffenstillstandes mit Frankreich (1940) in die Liste der auszusondernden Literatur aufgenommen. Noch 1963 behauptete Steinbach: „Kein Historiker und kein Bußprediger wird uns [...] davon überzeugen, daß wir ›eine unbewältigte Vergangenheit‹ hinter uns hätten“. Mit dem Begriff „Bußprediger“ verdeutlichte Steinbach, wie er Personen beurteilte, die auf Vergangenheitsbewältigung insistierten.
Steinbach zählte zur Strömung, die eine eigene Kulturleistung der Germanen zu betonen und den Einfluss der Antike zu verdrängen versuchte. Seine Forschungsschwerpunkte waren die geschichtliche Landeskunde, insbesondere des Rheinlandes und des Saargebietes. Besondere Berücksichtigung fanden dabei die Agrar-, Wirtschafts- und Sozialgeschichte.
Steinbach war seit 1929 Ehrenmitglied der katholischen Studentenverbindung KDStV Ripuaria Bonn im CV. Er war Mitglied des Konstanzer Arbeitskreises für mittelalterliche Geschichte. 1960 wurde ihm das Große Verdienstkreuz des Verdienstordens der Bundesrepublik Deutschland verliehen. 1961 wurde er Mitglied der Königlich Belgischen Akademie. 1963 erhielt er die Ehrendoktorwürde der Katholischen Universität Löwen.

## Schriften (Auswahl)
Aufsatzsammlung
- Collectanea Franz Steinbach. Aufsätze und Abhandlungen zur Verfassungs-, Sozial- und Wirtschaftsgeschichte, geschichtlichen Landeskunde und Kulturraumforschung. Röhrscheid, Bonn 1967.

Monographien
- Studien zur westdeutschen Stammes- und Volksgeschichte. Wissenschaftliche Buchgesellschaft, Darmstadt 1962, Unveränderter fotomechanischer Nachdruck der 1. Auflage, Jena 1926.
- Aus Geschichte und Landeskunde. Röhrscheid, Bonn 1960.
- Ursprung und Wesen der Landgemeinde nach rheinischen Quellen. Westdeutscher Verlag, Köln 1960.
- Das Frankenreich. Akademische Verlagsgesellschaft Athenaion, Konstanz 1958.
- Der Ursprung der Kölner Stadtgemeinde. Hanstein, Bonn 1955.
- Der geschichtliche Weg des wirtschaftenden Menschen in die soziale Freiheit und politische Verantwortung. Westdeutscher Verlag, Köln 1954.
- Festgabe Hermann Aubin zum 65. Geburtstag. Röhrscheid, Bonn 1951.
- Frechen. Zur Geschichte einer rheinischen Gemeinde. Verlag der Löwe, Köln 1951.
- Der geschichtliche Sinn des Waffenstillstandes mit Frankreich. Bonner Universitäts-Buchdruckerei, Bonn 1940.
- Zur Grundlegung der europäischen Einheit durch die Franken. Hirzel, Leipzig 1939.
- Geschichtliche Grundlagen der kommunalen Selbstverwaltung in Deutschland. Röhrscheid, Bonn 1932.
- Studien zur westdeutschen Stammen- und Volksgeschichte. Fischer, Jena 1926.
- Beiträge zur bergischen Agrargeschichte. K. Schroeder, Bonn 1922.